# California Sun
California Sun è un brano musicale composto da Henry Glover e Morris Levy, originariamente inciso dall'allora trentacinquenne cantautore di New Orleans Joe Jones, e pubblicato su singolo dalla Roulette Records nell'inverno del 1961, raggiungendo la posizione numero 89 nella classifica statunitense.
La versione più celebre della canzone, è quella in stile surf rock dei The Rivieras che nel 1964 raggiunse la quinta posizione nella classifica Billboard Hot 100.

## Cover
- Annette Funicello nel 1963.
- The Crickets nel 1964 (Liberty LRP 3351 / LST 7351).
- The Rivieras nel 1964.
- The Marketts nel 1967 nell'album Sun Power.[2]
- The Dictators nell'album del 1975 Go Girl Crazy!
- Ramones sull'album del 1977 Leave Home. La loro reinterpretazione venne inserita anche nell'album della colonna sonora del film Rock 'n' Roll High School (1979).
- Bobby Fuller in El Paso Rock: Early Recordings Volume 3.
- Tommy James & the Shondells nell'album del 1967 I Think We're Alone Now.
- Chris Isaak e la sua band Silvertone dal vivo, con il batterista Kenney Dale Johnson alla voce e Isaak alla batteria.
- Frankie Avalon nel film del 1987 Back to the Beach.
- The Offspring dal vivo durante il Days Go By Tour del 2013.[3][4]

## Riferimenti in altri media
California Sun è stata inserita nella colonna sonora dei film Good Morning, Vietnam e The Doors.